# Bébé (nain)
«  Nicolas Ferry » redirige ici. Pour les autres significations, voir Ferry.
Pour les articles homonymes, voir Bébé.
Nicolas Ferry, dit Bébé, né le 11 novembre 1741 à Plaine (actuellement dans le Bas-Rhin) dans la principauté de Salm-en-Vosges et mort le 8 juin 1764, est un  nain qui fut élevé à la cour de Stanislas, duc de Lorraine, et dont la renommée se répandit dans toute l'Europe.

## Biographie
Quand il naquit, il ne mesurait que 24 centimètres, et n'en dépassait pas 70 à 15 ans. Il atteignit finalement la taille de 89 centimètres. Tout en présentant des proportions harmonieuses, il était d'une intelligence peu développée, devenu irascible dans ses dernières années. Il mourut à 22 ans, avec tous les signes de la vieillesse. Il était probablement atteint de progéria. 
Stanislas le surnomma affectueusement Bébé, plus ancienne attestation de ce terme qui sera ensuite utilisé couramment pour désigner un nourrisson,. Il serait aussi à l'origine du Jeu du nain Bébé, devenu plus tard Le Nain jaune.

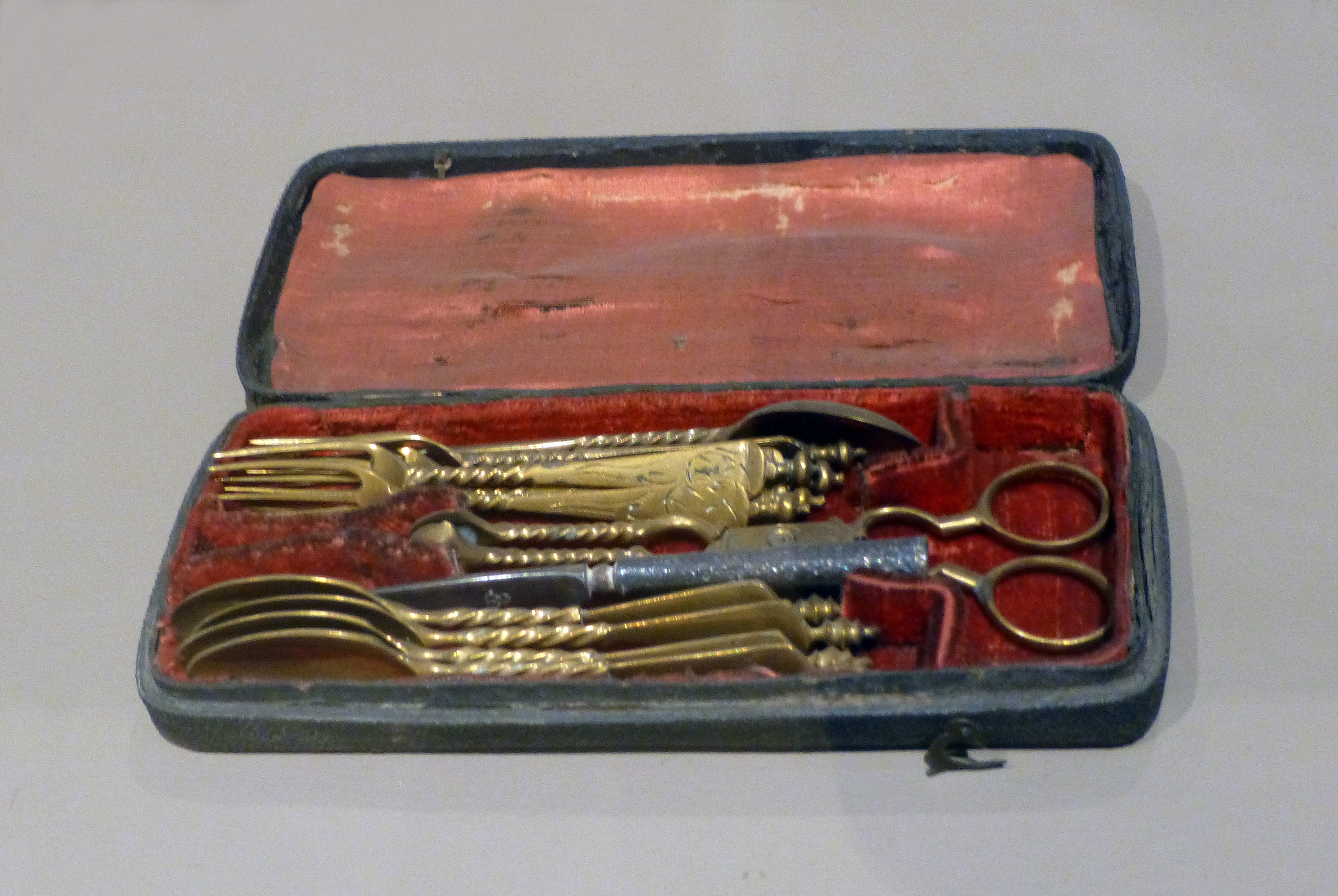
Nécessaire de table de Bébé (musée lorrain).

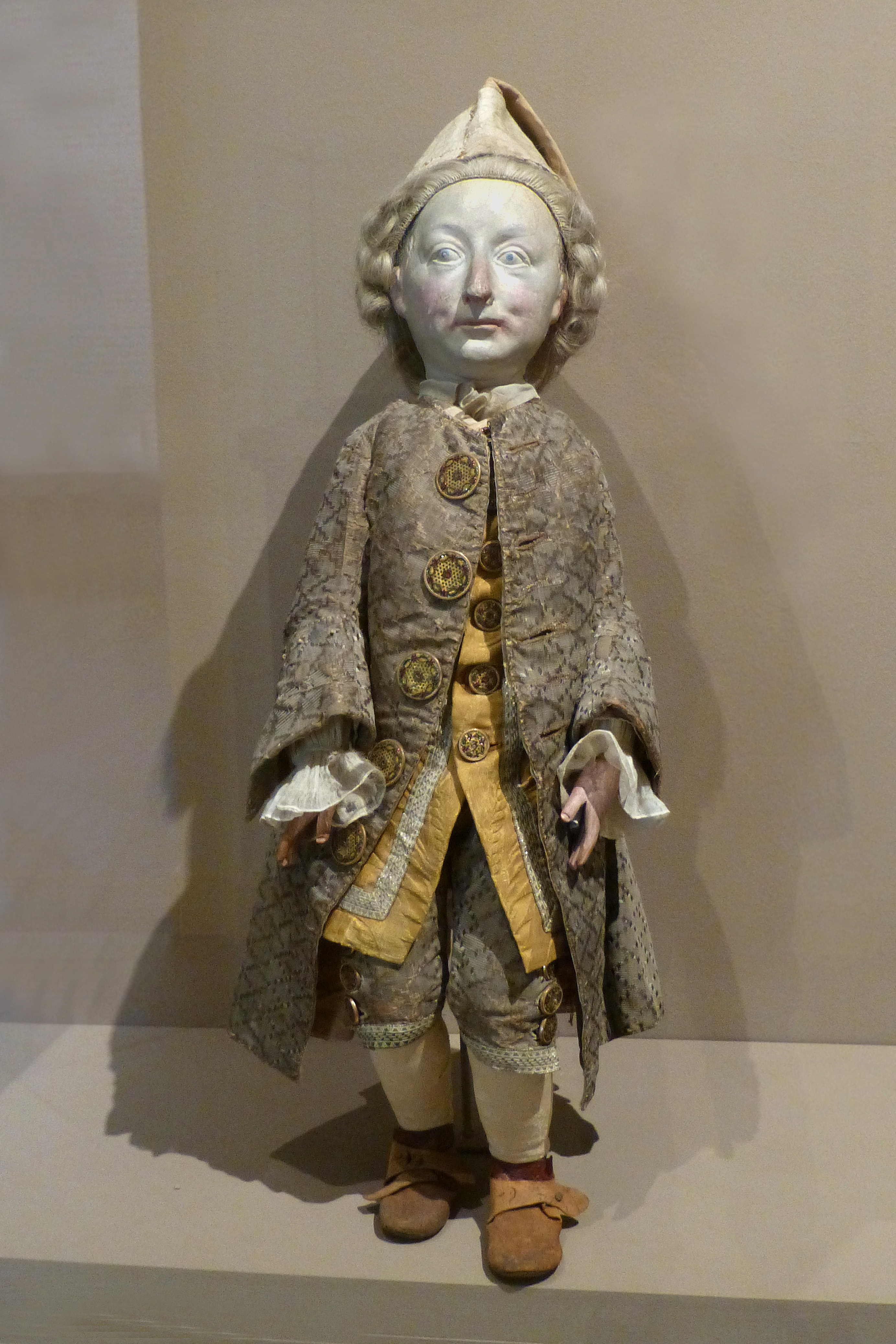
Mannequin représentant Bébé (musée lorrain).

Stanislas lui fit faire une fourchette, un couteau et même une maison à sa taille. Il eut également un carrosse tiré par des chèvres. Les couverts ainsi que la maison et son portrait avec le chien sont exposés au musée lorrain de Nancy.
Bébé a dû, un certain temps, cohabiter à la cour avec un autre nain célèbre, Józef Boruwłaski, surnommé Joujou. Il en était très jaloux, car Joujou était alors un peu plus petit que lui et beaucoup plus intelligent et cultivé. Il essaya même de le tuer.

## Après sa mort
À sa mort, Stanislas ordonna l’autopsie de son corps et donna son squelette au cabinet du Roi (il est actuellement conservé au Muséum national d'histoire naturelle). Ce dernier fut étudié par le comte de Buffon qui en fit une étude biométrique, un siècle avant la fondation de cette discipline par Paul Broca.
L’histoire de Bébé est relatée dans plusieurs ouvrages et ses représentations iconographiques sont nombreuses, sur des tableaux ou des estampes ; toutefois, les représentations en ronde-bosse sont plus rares.
Sa statue grandeur nature en faïence de Lunéville fut détruite lors de l'incendie du château de Lunéville en 2003. Une réplique en est exposée au musée des faïenceries de Niderviller-Lunéville.

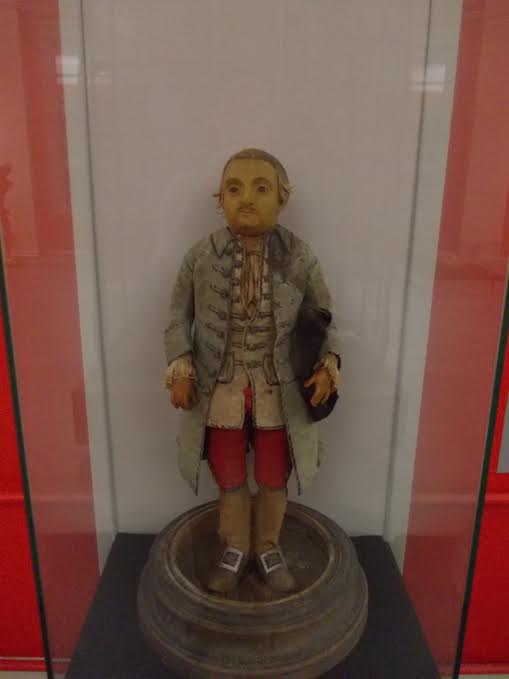
Bébé, effigie en cire habillée. Montpellier, faculté de médecine.

La faculté de médecine de Montpellier conserve et expose au public une statue en cire colorée de Bébé, coiffée de ses propres cheveux et portant ses vêtements. La rareté de cette pièce tient aussi au fait qu’elle aurait été moulée du vivant de Bébé, et qu’elle aurait servi d’« effigie » lors de la lecture à l’Académie royale des sciences d’un mémoire sur le célèbre nain, cinq mois après son décès.

## Dans la culture populaire
Le groupe de rock progressif Ange a écrit une chanson en son honneur, « Le nain de Stanislas », dans son album Émile Jacotey.

### Source
Cet article comprend des extraits du Dictionnaire Bouillet. Il est possible de supprimer cette indication, si le texte reflète le savoir actuel sur ce thème, si les sources sont citées, s'il satisfait aux exigences linguistiques actuelles et s'il ne contient pas de propos qui vont à l'encontre des règles de neutralité de Wikipédia.